# Chiesa di San Martino Vescovo (Riva del Po)
La chiesa di San Martino Vescovo è la parrocchiale di Ruina, frazione del comune di Riva del Po, in precedenza in quello del soppresso Ro e ora accorpato a Riva del Po, in provincia di Ferrara oltre che nell'arcidiocesi di Ferrara-Comacchio; la chiesa, inoltre, è sede di una parrocchia del vicariato di Sant'Apollinare.
Benché la sua costruzione risalga al X secolo, l'attuale edificio venne eretto nel tardo XVII secolo.

## Storia
Nella piccola località di Ruina l'antica pieve con dedicazione a San Martino Vescovo viene documentata a partire dal X secolo.
L'edificazione dell'edificio che ci è pervenuto è del 1782. Il progetto è attribuito ad Antonio Foschini e la sua consacrazione solenne venne celebrata da Domenico Laurenti, vicario generale di Adria.

## Descrizione
È stata eretta vicina al fiume Po, al limitare del territorio provinciale di Ferrara. Il complesso è formato dalla chiesa stessa, dalla sagrestia e dalla cappella feriale, ai quali si aggiunge la canonica, la ex casa del sacrestano e uno stabile già adibito ad asilo.
La facciata è di forme classicheggianti, ripartita verticalmente in due ordini sormontati da un frontone.
L'interno ha la navata coperta da una volta a botte.